# Jacopo Acciaiuoli
Jacopo Acciaiuoli fou fill de Donato Acciaiuoli. Fou un noble florentí de la família dels Acciaiuoli que fou capità a Val di Greve el 1336, oficial assignat a la custòdia dels Apenins el 1337, gonfanoner de companyia el 1340, membre de la magistratura dels assumptes de Lucca (ciutat toscana) el 1341, i gonfanoner de Florència el 1341. Va morir a Florència el 1356. Es va casar amb Bartolomea Ricasoli i fou el pare de Donato Acciaiuoli de Cassano, Bindaccio (que va viure a Nàpols i Atenes després del 1381), Giovanni Acciaiuoli de Patres, Neri I Acciaiuoli, Angelo Acciaiuoli, Andreina (va testar el 6 de juny del 1411), Caterina i Sigismonda.